# سیارک ۶۳۰۹
سیارک ۶۳۰۹ (به انگلیسی: 6309 Elsschot، نامگذاری:1990EM3) شش هزار و سیصد و نهمین سیارک کشف شده‌است که در ۲ مارس ۱۹۹۰ کشف شد.
قدر مطلق سیارک برابر ۱۲٫۱۰ است.